# 告密的心
《告密的心》（英語：The Tell-Tale Heart），又译《泄密的心》，是一部由愛倫·坡於1843年所著的短篇小說。故事讲述了一名坚持自己精神正常的无名的叙述者因为一位老人的“鹰眼”而谋杀了他。谋杀者有过仔细的计划，并且谋杀者通过把尸体肢解来把它藏在了地板下。最终，叙述者自己在幻觉中揭露了罪行，他的幻觉是那位老人的心脏仍然在地板下跳动。
如果老人和谋杀者有关系的话，我们不清楚是什么关系。根据暗示，这位老人是一位父亲般的人物，不然这名叙述者就是作为仆人而为这位老人工作，也许，他的鹰眼象征了某种秘密，或者权力。如此的模棱两可，以及两位主角的细节的缺乏，对这个带给谋杀者的特殊的情节的细节造成了完全的对比。
这个故事首次被刊登于1843年1月出版的詹姆斯·拉塞尔·洛威尔的《先锋》，並為愛倫坡帶來$10收入。《泄密的心》被普遍认为是一篇经典的哥特小说作品，也是爱伦·坡的最有名的短篇故事之一。

## 故事簡介
《泄密的心》是一则以第一人称叙述的故事，其叙述者姓名不详，他坚持自己神经过敏，但是他认为他神经过敏是因为一种疾病。与他住在一起的那位老人有一只蒙着层薄膜的浅蓝色的“鹰一般的”眼睛，这让叙述者非常苦恼，以致于他策划了对老人的这场谋杀，然而叙述者声称，他喜爱这位老人，他仅仅是恨那只眼睛而已。叙述者坚持说他在实施谋杀时的严格认真表明了他不可能发疯。连续七个夜晚，叙述者打开了老人的房门，这个过程花了他整整一小时。不过，老人的鹰眼总是闭着，使得他不可能“下手”。
在第八个夜晚，老人醒了过来并坐在他自己的床上，而叙述者仍然执行了他每夜的惯例。叙述者没有退缩，在过了一段时间后，他决定点燃他的灯笼。一道单独的光线射了出来并准确地射到了老人的眼睛上，显示了它睁得很大。恐怖地听着老人的异乎寻常而快得危险的心跳，叙述者决定出手，他大叫一声，跳了进去，用老人自己的床闷死了他。叙述者剁碎了尸体并把这些碎块藏在了地板下，他确信他藏好了所有的犯罪痕迹。即使这样，老人在夜间的尖叫还是导致了邻居报了警。叙述者邀请三名警官四处查看。他宣传被听见的那些尖叫声是他自己在恶梦中发出的，而那位老人去了乡下。叙述者自信他们不会找到任何谋杀的迹象，他为他们拿来了椅子，而他们便坐在了老人的房间里，也就是在尸体被藏匿的场所，然而，他们还是什么也没察觉到，而叙述者本人的行为愉快而轻松。
不过，叙述者开始听到微弱的声响。随着声响越来越大，叙述者推断出这是来自地板下的老人的心跳声。这个声音不断地增强，然而那些警官似乎都没注意到它。叙述者震惊于这个不断的心跳，并觉得警官们不仅察觉到了这个声音，而且他们也怀疑起了他，于是他承认杀害了老人并拔开了地板，向他们显示了尸体。

## 解析
《泄密的心》使用了一位不可信任的叙述者。他叙述了他对老人的谋杀，并想用他实施犯罪的秘密方法的精密性来证明自己头脑的健全，结果这反而显示了他是心智不正常的人。
《泄密的心》的叙述者是男性。这个故事是自中间开始的，始于事件的中途。在开头部分是一段正在进行的谈话，谈话人和听话人是叙述者和警官。据推测，叙述者也许正在向一名孕妇交代罪行。这激起了叙述者对详细地讲述故事的需求。之后，在叙述者叙述过去的事件时，他讲到了令他恐惧的对象，或者更明确地说，是令她恐惧的记忆。故事的第一个单词，“对！”，不承认罪行。这段引文也立刻抓住了读者的注意了并将其带入了故事中。从这里起，每一个单词都推动了故事的进行，这可能使得《泄密的心》成为了爱伦·坡对完美的短篇故事的理论的最佳范例。
这个故事的推动不是通过叙述者坚持自己无罪，而是通过他坚持自己头脑健全。不过，他这是在搬起石头砸自己的脚，因为他本企图证明自己头脑健全，结果他完全承认了他有谋杀罪。他对自己精神错乱的否认是基于他的系统的行为及其精密性──对无理性的行为的理性的说明。不过，这样的理性被他的动机的缺乏破坏了（“可没什么目的。可没什么怨恨。”）。尽管这样，他还是说到了谋杀的想法，“白天黑夜就念念不忘”。不过，故事最后的情景是，叙述者感到了内疚。如同哥特式传说中的众多角色一样，他过敏的神经支配了他本性。尽管叙述者为自我辩护尽了最大努力，但是他的“神经过敏”帮他听见了地板下的心跳，这在事实上成为了他真地疯了的证据。在19世纪40年代，那些生活在爱伦·坡的时代的读者们特别感兴趣于精神障碍辩护。
叙述者宣称是因为疾病才导致了他的过敏症。一个类似的主题也在《厄舍古屋的倒塌》（1839）中被运用在了罗德里克·厄舍身上，此外还有《莫诺斯与尤拉的对话》（1841）。不过，我们仍然不清楚，这名叙述者是真地神经过敏，还是仅仅是他想像到了心跳。如果他的情况被认为是真实的，那么他在故事最后听到的可能不是老人的心脏，而是报死虫。叙述者首次承认他听见报死虫的声音是在他在老人睡觉时惊吓了老人后，从墙后听见的。根据迷信，报死虫的声音是即将发生的死亡的信号。有一种报死虫会用它们的头部敲击物体表面，据推测，这可能是交配过程的一部分，而另一些报死虫则会在交配时发出滴答声。亨利·戴维·梭罗在1838年提出，报死虫的声音相似于心跳声。总之，如果那些心跳声真地是叙述者想像到的产物，那么就是这不受抑制的想像导致了他自己的毁灭。
老人与叙述者之间的关系是不明确的，同样不明确的还有他们的姓名，他们的职业，以及他们住在哪里。事实上，这样的不明确被添加进了故事中后，就与严格在意情节中的细节形成了具有讽刺意味的对比。叙述者也许是老人的一个仆人，或者更通常地被认为是他的儿子。在这样的情况下，老人的“鹰眼”象征了家长般的监督，以及可能是父亲般的对与错的原则。他因为这只眼而行凶，那么，这就是因为善恶观而谋杀。这只眼也许还象征了秘密之物，这又涉及到了对老人或叙述者的细节的不明确的缺乏。只有当这只眼睛终于在这最后的夜晚被发现睁开了并刺破了秘密之物的面纱的时候，谋杀才会被实施。无论如何，他们的关系并非是主要的；故事的重点是如何故意实施完美的犯罪。
从前的美国诗人奖得主理查德·威尔伯提出，这则故事是对爱伦·坡的诗《致科学》的一个有寓意的表述。那首诗展现了在幻想和科学之间的挣扎。在《泄密的心》中，老人象征了科学而理性的思想，而叙述者则是幻想者。

## 发表经历
《泄密的心》首次被刊登在1843年1月出版的《先锋》上。这本杂志的总部设在波士顿，编辑是詹姆斯·拉塞尔·洛威尔。爱伦·坡可能只被支付了10美元。它的初版还包括了一篇题词。这篇题词引用了亨利·沃兹沃思·朗费罗的诗歌《人生礼颂》。这个故事在1845年8月23日被重载于《百老汇日报》时被稍微修改了一下。这个版本删掉了朗费罗的诗，因为爱伦·坡认为它是抄袭来的。《泄密的心》在爱伦·坡的有生之年中被转载了数次。

## 改编作品
《泄密的心》的被认可的最早的改编作品是1928年的一部同名电影，导演为里昂·山姆罗伊，主演为奥托·马迭森和达瓦斯。该片忠于原作，然而之后的电视和电影改编作品往往把这个短片故事扩充为了全长的正片。
美国联合制片公司于1953年制作了一部动画短片，叙述者为詹姆斯·梅森。这部电影被包括在了美国国家影片登记部的保存影片列表中。
《泄密的心》的1960年的改编电影在故事中添加了一个三角恋。
电影《爱伦·坡脑中的恶梦》（2006）改编了《泄密的心》以及《一桶白葡萄酒》、《过早埋葬》和《乌鸦》。
《广播故事》系列节目为全国公共广播网制作了广播剧《泄密的心》。故事由温妮费德·菲利普斯演绎，而音乐也是她写的。
加拿大广播节目《黄昏》在1980年8月1日上演了一部改编作品。
由雷德利·斯科特和托尼·斯科特于2009年制作的惊悚片，《泄密》，被宣称是以爱伦·坡的《泄密的心》为基础。该故事讲述了一个人在心脏移植之后被他的捐赠者的记忆烦扰。
在1972年的电影《与埃德加·爱伦·坡的一夜》中，四个爱伦·坡的短篇故事被温森特·普莱斯在一群在现场的听众面前叙述，其中包括了《泄密的心》。
波士顿歌剧院和新英格兰音乐院校于1982年制作了一出名为《泄密的心》的独幕歌剧，表演者为布鲁斯·阿道夫，之后纽约当代歌剧团也再次制作了一出。该作品由凯撒经典出版社发行。
另一个改编作品是由史蒂文·伯克夫在1991年制成的，并被播放在了英国的电视台。这部改编作品最初被播放于英国电视台，是倍受欢迎的《无墙》系列的一部分。这个版本之后被播放于美国的有线电视频道精彩电视台，是德士古的《表演艺术》系列的一部分。